# Championnats du monde de cyclisme sur route 1933
Navigation
Rome 1932 Leipzig 1934
Les championnats du monde de cyclisme sur route 1933 ont eu lieu le 14 août 1933 au circuit de Montlhéry en France.
Ces championnats ont lieu pendant les championnats du monde sur piste, disputés au Parc des Princes à Paris du 11 au 15 août. C'est la première fois que le championnat du monde sur route professionnel, créé en 1927, se déroule en France.

## Déroulement des courses
La première course de la journée est l'épreuve amateur, dont le départ est donné à 7 heures. Les coureurs doivent parcourir 125 kilomètres.
Après une première tentative avec le Français Durin, le Belge Joseph Lowagie attaque seul pendant le quatrième tour de circuit. Il est ensuite rejoint par l'Allemand Fritz Scheller, le Luxembourgeois Marcel Schneider, le Suisse Paul Egli et le Français René Debenne. Ces cinq coureurs ont 65 secondes d'avance sur le peloton au début du sixième tour. Ils sont rejoints pendant le tour suivant par le Suisse Kurt Stettler. Ils comptent une minute et vingt secondes d'avance au début du huitième tour. Egli s'échappe dans la côte Lapize et n'est plus repris. Il en termine après 3 h 21 min 48 s de course. Son compatriote Stettler franchit la ligne 51 secondes plus tard, suivi de Lowagie à 1 min 43 s.
Les vingt-sept coureurs disputant la course professionnelle doivent effectuer vingt tours de circuits, soit 250 kilomètres. Le Français Georges Speicher part seul dès le premier tour. Il est rejoint pendant le deuxième par Roger Lapébie et Gerrit van de Ruit. À la fin de ce tour, ils ont 31 secondes d'avance sur le peloton. Six coureurs les rejoignent à la fin du neuvième tour. Ce groupe compte alors 41 secondes d'avance sur le Suisse Max Bulla et 2 minutes et 8 secondes sur Learco Guerra. À l'entame du dixième tour, Speicher attaque à nouveau. Le Néerlandais Marinus Valentijn l'imite et court intercalé entre Speicher et le peloton. Tandis que Speicher accroît son avance, alors supérieur à quatre minutes, le Français Antonin Magne rejoint Valentijn, pendant le quinzième tour. Speicher termine la course seul en tête et franchit la ligne d'arrivée après 7 h 8 min 58 s. C'est le premier titre mondial remporté par un Français dans cette épreuve. Magne arrive cinq minutes et trois secondes plus tard, devançant Valentijn pour la deuxième place.  La sélection italienne, qui avait dominé la course les années précédentes, a perdu la course en raison d'un duel interne entre Learco Guerra et Alfredo Binda, qui ont passé leur temps à se contrôler comme ce fut le cas en 1928 entre Binda et Costante Girardengo.

## Résultats

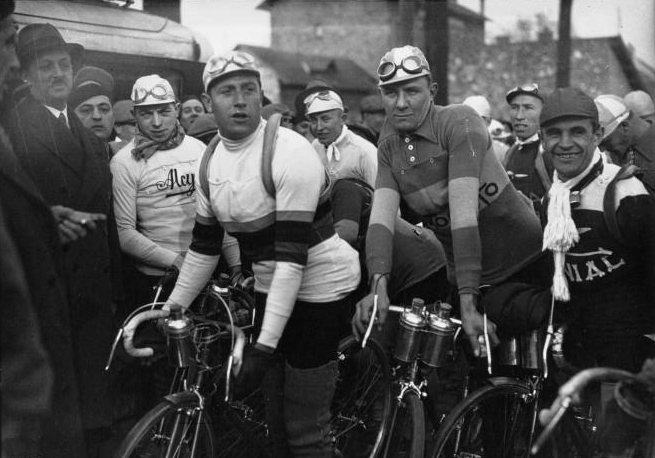
Georges Speicher (deuxième coureur en partant de la gauche), vêtu du maillot arc-en-ciel de champion du monde, au départ du Paris-Nice 1934

| Épreuves :                          | Or                      | Or              | Argent               | Argent       | Bronze                     | Bronze       |
| Professionnels                      |                         |                 |                      |              |                            |              |
| Hommes - course en ligne            | Georges Speicher France | 7 h 08 min 58 s | Antonin Magne France | + 5 min 03 s | Marinus Valentijn Pays-Bas | + 5 min 04 s |
| Amateurs                            |                         |                 |                      |              |                            |              |
| Hommes - amateurs - course en ligne | Paul Egli Suisse        | 3 h 21 min 48 s | Kurt Stettler Suisse | + 51 s       | Joseph Lowagie Belgique    | + 2 min 43 s |

## Tableau des médailles
| Rang  | Nation   | Or | Argent | Bronze | Total |
| ----- | -------- | -- | ------ | ------ | ----- |
| 1     | France   | 1  | 1      | 0      | 2     |
| 1     | Suisse   | 1  | 1      | 0      | 2     |
| 3     | Pays-Bas | 0  | 0      | 1      | 1     |
| 3     | Belgique | 0  | 0      | 1      | 1     |
| Total | Total    | 2  | 2      | 2      | 6     |